# سوفي هنتر
سوفي هنتر (بالإنجليزية: Sophie Hunter)‏ هي كاتِبة وكاتبة مسرحية ومخرجة وممثلة بريطانية، ولدت في 16 مارس 1978 بهامرسميث في المملكة المتحدة.

## أعمال

### أفلام
- (2004) فانيتى فير[6][7]

## وصلات خارجية
- سوفي هنتر على موقع IMDb (الإنجليزية)
- سوفي هنتر على موقع ألو سيني (الفرنسية)
- سوفي هنتر على موقع ميوزك برينز (الإنجليزية)
- سوفي هنتر على موقع أول موفي (الإنجليزية)
- سوفي هنتر على موقع قاعدة بيانات برودواي على الإنترنت (الإنجليزية)
- سوفي هنتر على موقع ديسكوغز (الإنجليزية)
- سوفي هنتر على موقع كينوبويسك (الروسية)